# Frederiksberg Tekniske Skole
Frederiksberg Tekniske Skole lå i sin tid på Kronprinsesse Sofies Vej 35 på Frederiksberg.
Her blev i 1970´erne uddannet elektronikteknikere. Leder af af skolen var Fritz Løvschall (1938-2013). 
Der var to andre steder i landet hvor man kunne uddanne sig til elektroniktekniker.
Det var en svagstrømsuddannelse, der senere kom til at hedde elektroniktekniker. 
- Aarhus tekniske Skole
- Håndværkerskolen i Sønderborg

Skolen er nu nedlagt og benyttes nu til anden undervisning. Her hører Den Sociale Højskole nu til. 
Uddannelsen Elektroniktekniker hed en overgang IT-og elektronikteknolog og blev en videregående akademisk uddannelse der varede 2 år ud over læretiden. Uddannelsen er nu splittet op i IT-teknolog og Elektronikteknolog.
|  | Denne artikel om en bygning eller et bygningsværk kan blive bedre, hvis der indsættes et (bedre) billede. Du kan hjælpe ved at afsøge Wikimedia Commons for et passende billede eller lægge et op på Wikimedia Commons med en af de tilladte licenser og indsætte det i artiklen. |

55°41′25″N 12°32′05″Ø / 55.6903°N 12.5346°Ø